# 4th Time Around
4th Time Around – piosenka skomponowana przez Boba Dylana, nagrana przez niego w lutym i wydana na albumie Blonde on Blonde w maju 1966 r. Znana jest także pod tytułem "Fourth Time Around".

## Historia i charakter utworu
Piosenka 4th Time Around jest jedną z najbardziej kontrastowych piosenek albumu; jej fantazyjny i surrealistyczny tekst jest w sprzeczności z popowo-folkową melodią z wpływami stylu Tex-Mex i brzmiącą "pozytywkowo" z powodu repetytywnego motywu muzycznego.
Tekst opisuje końcowe momenty związku, być może nawet trójkąta miłosnego. Dylan śpiewa piosenkę jednej z kobiet o tej drugiej kobiecie, jednak z tekstu wynika, że obie się znają; w mieszkaniu pierwszej znajduje się fotografia drugiej.
Komponując tę piosenkę Dylan był zainspirowany romantycznym utworem "Norwegian Wood (This Bird Has Flow)" zespołu The Beatles. Jednak kompozycja Dylana jest zdecydowanie bardziej wyrazista, tajemnicza, o ciemniejszym wydźwięku, gdy traktuje o niewierności i pragnieniu wybaczenia. "4th Time Around" powstała zaledwie w dwa miesiące po "Norwegian Wood". John Lennon uważał kompozycję Dylana za "wspaniałą" jednak później dodał komentarz, iż był także wobec niej "paranoiczny", być może ze względu na szybkość i jakość odpowiedzi Dylana.

## Sesje i koncerty Dylana, na których wykonywał ten utwór

### 1966
- 14 lutego 1966 – sesja nagraniowa w Columbia Music Row Studios w Nashville w stanie Tennessee

- 26 lutego 1966 – koncert w "Garden Island" w Hampsteadw stanie Nowy Jork

Tournée po Australii i Europie (pocz. 13 kwietnia 1966)
- 13 kwietnia 1966 – koncert na stadionie w Sydney w Australii
- 19 lub 20 kwietnia 1966 – koncert w "Festival Hall" w Melbourne w Australii
- 29 kwietnia 1966 – koncert w "Konserthuset" w Sztokholmie w Szwecji
- 5 maja 1966 – koncert w "Adelphi Theatre" w Dublinie w Irlandii
- 10 maja 1966 – koncert w "Colston Hall" w Bristolu w Anglii
- 15 maja 1966 – koncert w "DeMontford Hall" w Leicester w Anglii, Wielka Brytania
- 16 maja 1966 – koncert w "Gaumont Theatre" w Sheffield w Anglii, Wielka Brytania
- 17 maja 1966 – koncert w "Free Trade Hall" w Manchesterze w Anglii. To wykonanie zostało wydane na The Bootleg Series Vol. 4
- 20 maja 1966 – koncert w "ABC Theatre" w Edynburgu w Szkocji
- 26 maja 1966 – koncerty w "Royal Albert Hall" w Londynie; koncerty wieczorny i nocny

### 1974
Tournée po Ameryce z The Band (pocz. 3 stycznia 1974)
- 23 stycznia 1974 – koncert w "Mid-South Coliseum" w Memphis w stanie Tennessee

### 1975
Rolling Thunder Revue (pocz. 30 października 1975)
- 25 listopada 1975 – koncert w "Civic Center" w Auguście, stan Maine

### 1978
Światowe tournée 1978. Od 20 lutego 1978 do 16 grudnia 1978. Cała światowa tura koncertowa Dylana liczyła 114 koncertów.
- 22 września 1978 – koncert w "Onondaga County War Memorial Auditorium" w Syracuse w stanie Nowy Jork

### 1999
Od czerwca 1988 r. wszystkie tury koncertowe są częścią "Niekończącego się tournée"
Część 55: Wiosenne tournée po Europie (pocz. 7 kwietnia 1999)
- 8 kwietnia 1999 – koncert w "Colisio Oporto". Oporto, Portugalia
- 9 kwietnia 1999 – koncert w "Pavillon Multiusos do Sar". Santiago de Compostela, Hiszpania
- 13 kwietnia 1999 – koncert w "Sala Ataulfo Argenta", Palacio de Festivales. Santander, Hiszpania
- 14 kwietnia 1999 – koncert w "Palacio de Deportes de la Comunidad de Madrid". Madryt, Hiszpania
- 18 kwietnia 1999 – koncert w "Palacio Municipal de Deportes". Granada, Hiszpania

## Dyskografia i wideografia
Dyski
- The Bootleg Series Vol. 4: Bob Dylan Live 1966, The "Royal Albert Hall" Concert (1998)

## Wersje innych artystów
- Terry Melcher – Terry Melcher (1974)
- The Sports – Play Dylan & Donovan (1981)
- Pete Williams – The Time They Are A-Changin'  (1992)
- Steve Gibbons – The Dylan Project (1998)
- Chris Whitley – Perfect Day (2000)
- Michael Moore – Jewels and Binoculars (2000)
- The Dylan Project na albumie różnych wykonawców May Your Song Always Be Sung: The Songs of Bob Dylan, Volume 3 (2003)